# ザビーネ・レプシウス
ザビーネ・レプシウス（Sabine Lepsius、旧姓: Graef、1864年1月15日 - 1942年11月22日）は、ドイツの肖像画家である。画家のラインホルト・レプシウスと結婚し、夫妻の邸は1900年前後にベルリンで多くの知識人の集まるサロンとなった。

## 略歴
ベルリンで生まれた。父親のグスタフ・グラーフ（Gustav Graef: 1821-1895）は歴史画家で、母親のフランチスカ（Franziska Graef、旧姓 Liebreich: 1824–1893)も版画家であった。ユダヤ系の名家で、母方の叔父には有名な眼科医のリヒャルト・リープライヒ（Richard Liebreich: 1830–1917) や薬学者のオスカル・リープライヒ（Oscar Liebreich: 1839–1908）がいる。弟のボート・グラーフ（Botho Graef: 1857-1917）は考古学者として知られる人物である。
芸術家、知識人の中で育ち、父親から絵の訓練を受けて、21歳の時に、自画像を展覧会に出展した。1892年に画家のラインホルト・レプシウス（Reinhold Lepsius: 1857–1922) と結婚した 。 夫の父親のカール・リヒャルト・レプシウス（1810-1884）は、有名なエジプト学者であった。レプシウス夫妻はドイツ印象派の画家、マックス・リーバーマンやマックス・スレーフォークトの影響を受けて印象派のスタイルで肖像画を描いて人気になった。1898年に夫とともにベルリン分離派の創設メンバー65人の1人になり、1913年までベルリン分離派の展覧会に毎年出展した。1897年に息子が生まれ、友人の詩人シュテファン・ゲオルゲ（1868-1933）に因んでシュテファンと名付けられた。
この頃、ベルリンのザビーネ・レプシウスの自宅は多くの知識人の集まるサロンとなり、社会学者のゲオルク・ジンメルや哲学者のヴィルヘルム・ディルタイ、アール・ヌーヴォーの建築家のアウグスト・エンデル（August Endell）、詩人のライナー・マリア・リルケなどの知識人が訪れた。
息子のステファン・レプシウスは、1917年に第一次世界大戦で戦死し、その数日後に弟のボート・グラーフが心臓発作で亡くなった。
詩人のシュテファン・ゲオルゲの親しい友人であり、1898年にゲオルグの肖像画を描き 、ゲオルゲの没後の1935年に回想録「Stefan George: Geschichte einer Freundschaft」を出版した。
ザビーネ・レプシウスは1942年にバイロイトで亡くなった。
肖像画家として合計300点ほどの女性、男性、子供の肖像画を描いたとされるが、顧客のほとんどはナチスの時代に移住を余儀なくされたユダヤ系の家族で、作品のごく一部しか残されていないとされる
。

## 作品

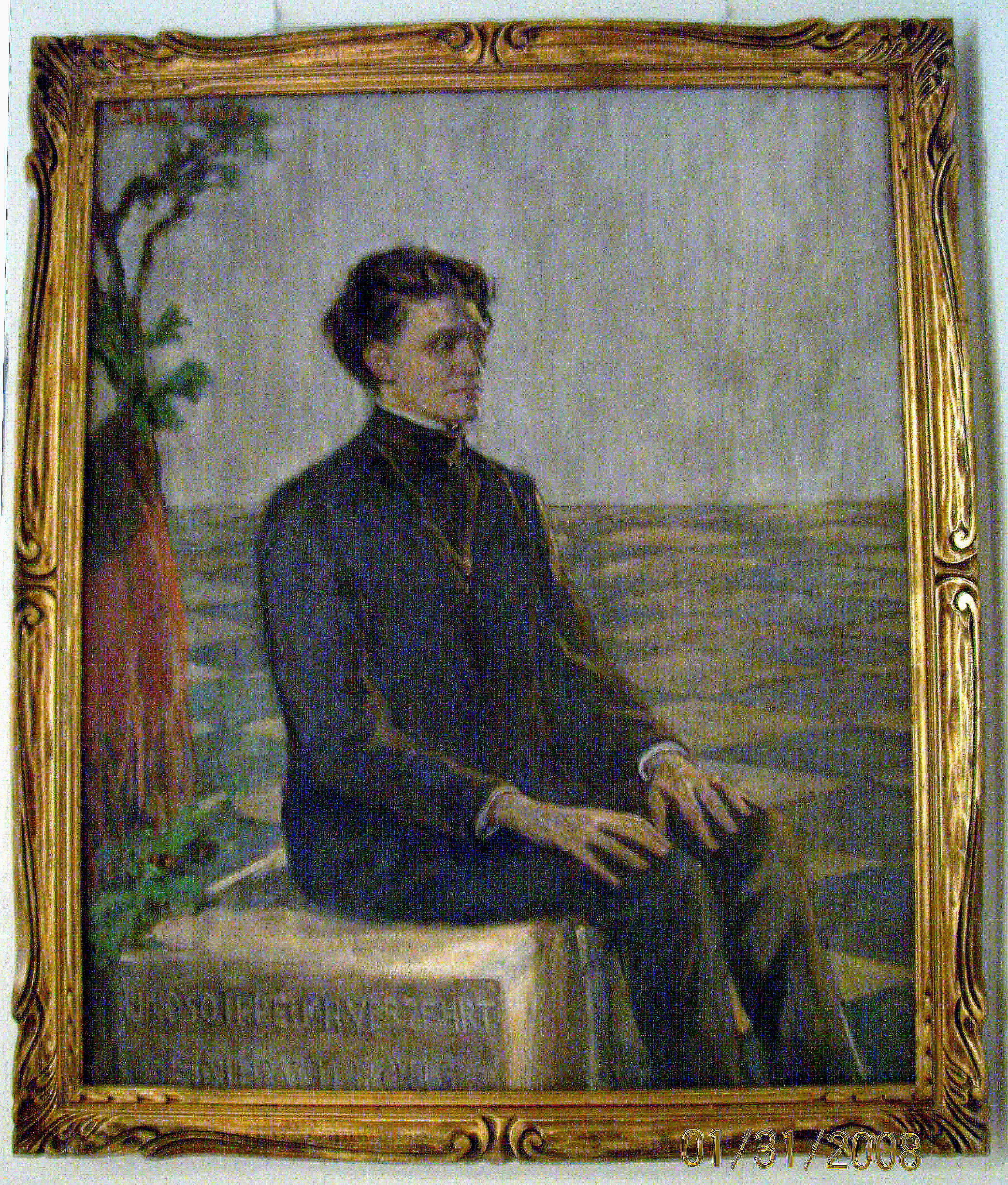
シュテファン・ゲオルゲの肖像画 (1898)
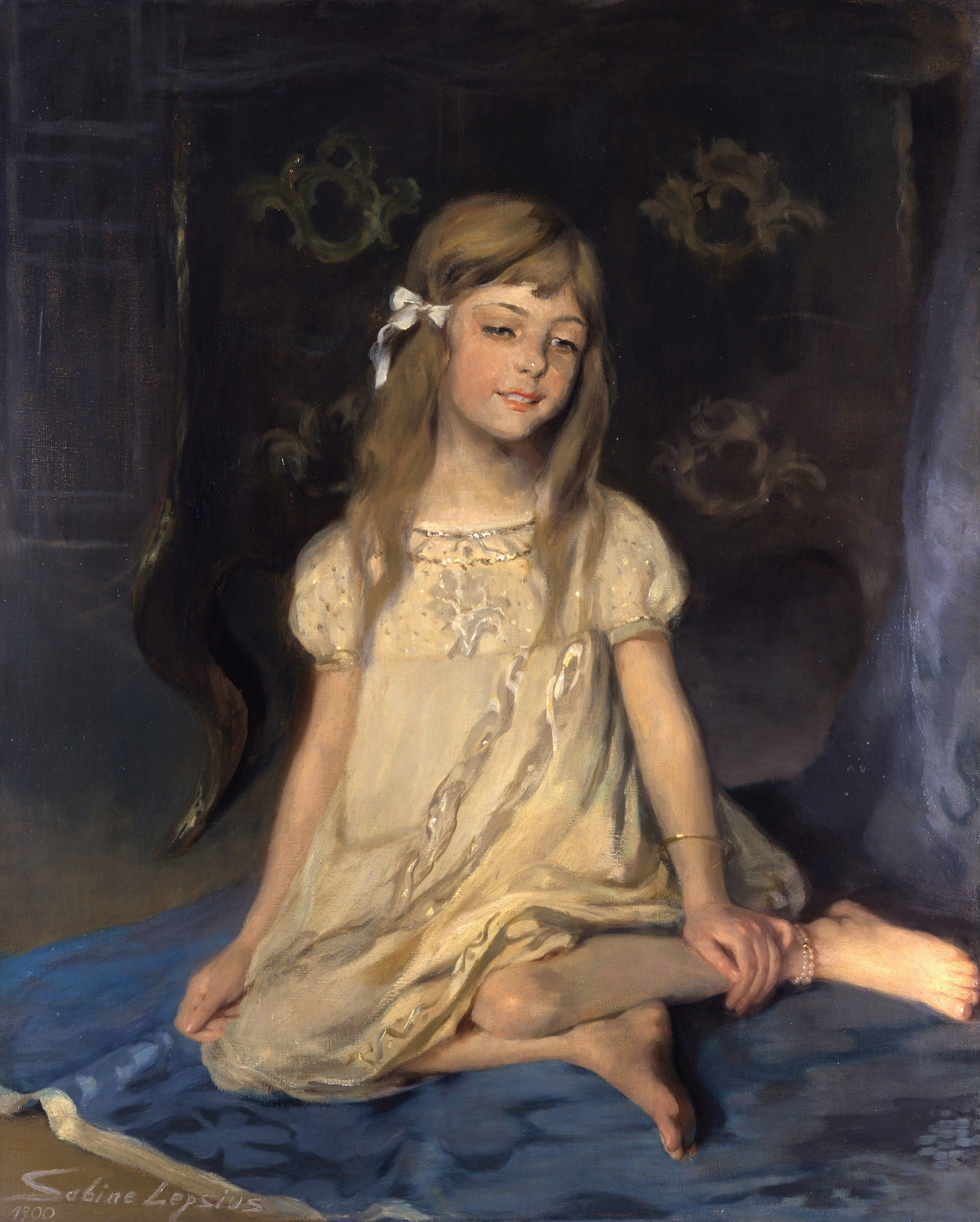
少女の肖像画　(1900) 旧国立美術館 (ベルリン)
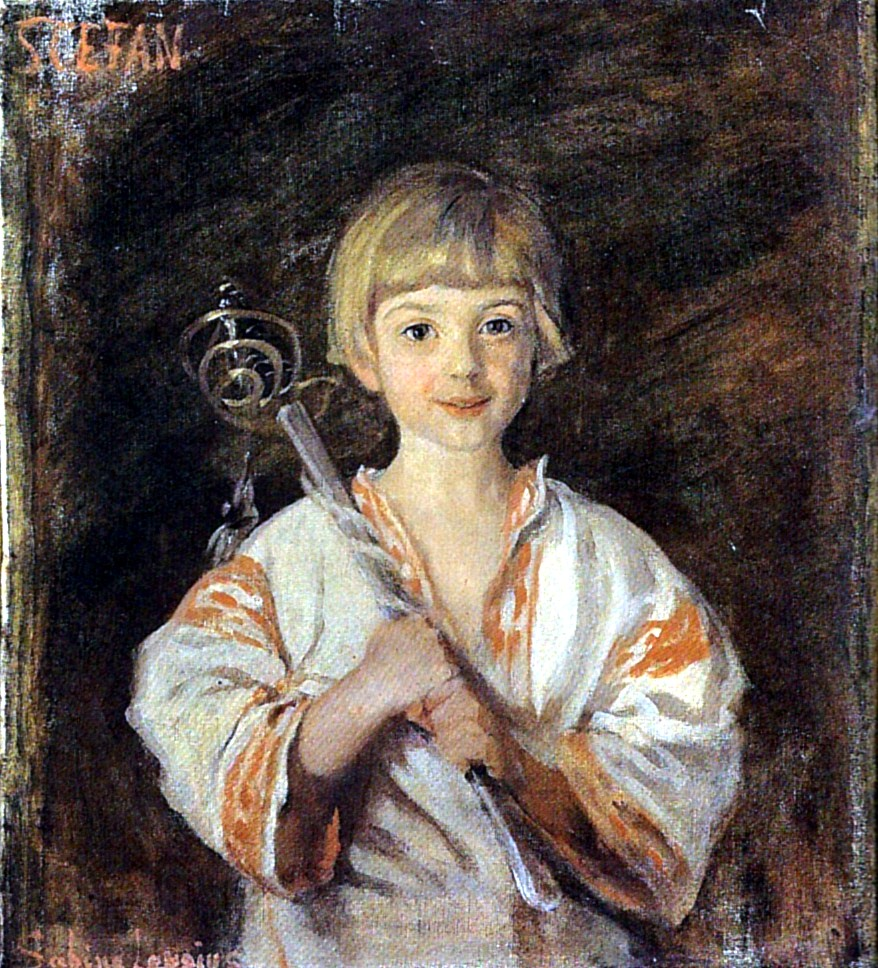
息子シュテファンの肖像画
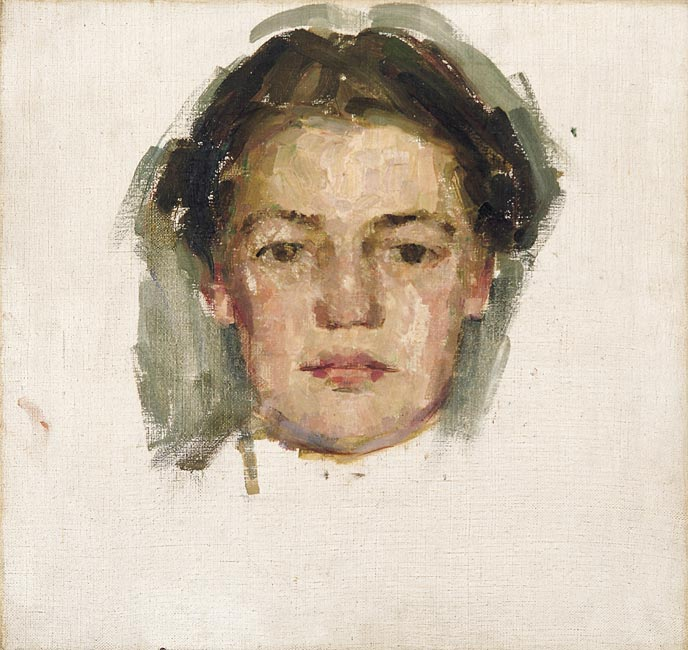
画家マルティデ・フォルメラー＝プルマンの肖像画